# Sunshine Coast (Queensland)
Sunshine Coast ist der Name einer Region an der Ostküste des australischen Bundesstaates Queensland. Für australische Verhältnisse ist Sunshine Coast dicht besiedelt und hat 413.218 Einwohner (2022). Die größte Stadt mit 100.144 Einwohnern (2022) ist Caloundra.

## Geographie

### Geographische Lage

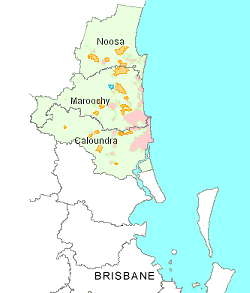
Karte der Sunshine Coast

Die Sunshine Coast erstreckt sich mit einer Länge von etwa 60 Kilometer um den 27. südlichen Breitengrad an der australischen Ostküste, etwa 100 Kilometer nördlich von Brisbane, der Hauptstadt von Queensland. Zur Sunshine Coast Region gehören die Local Government Areas (LGAs) Noosa Shire im Norden, Maroochy Shire im Zentrum und die City of Caloundra im Süden.
Die Sunshine Coast grenzt im Osten an den Pazifischen Ozean, im Westen an die Blackall Range, im Norden an die Stadt Gympie und im Süden an die Stadt Caboolture. Die Region bildet einen schmalen Küstenstreifen entlang des südlichen Korallenmeers, liegt aber südlich des Great Barrier Reef. Zum Land hin wird die Sunshine Coast von einem niedrigen Gebirgszug begrenzt, der ein Ausläufer der Great Dividing Range ist.

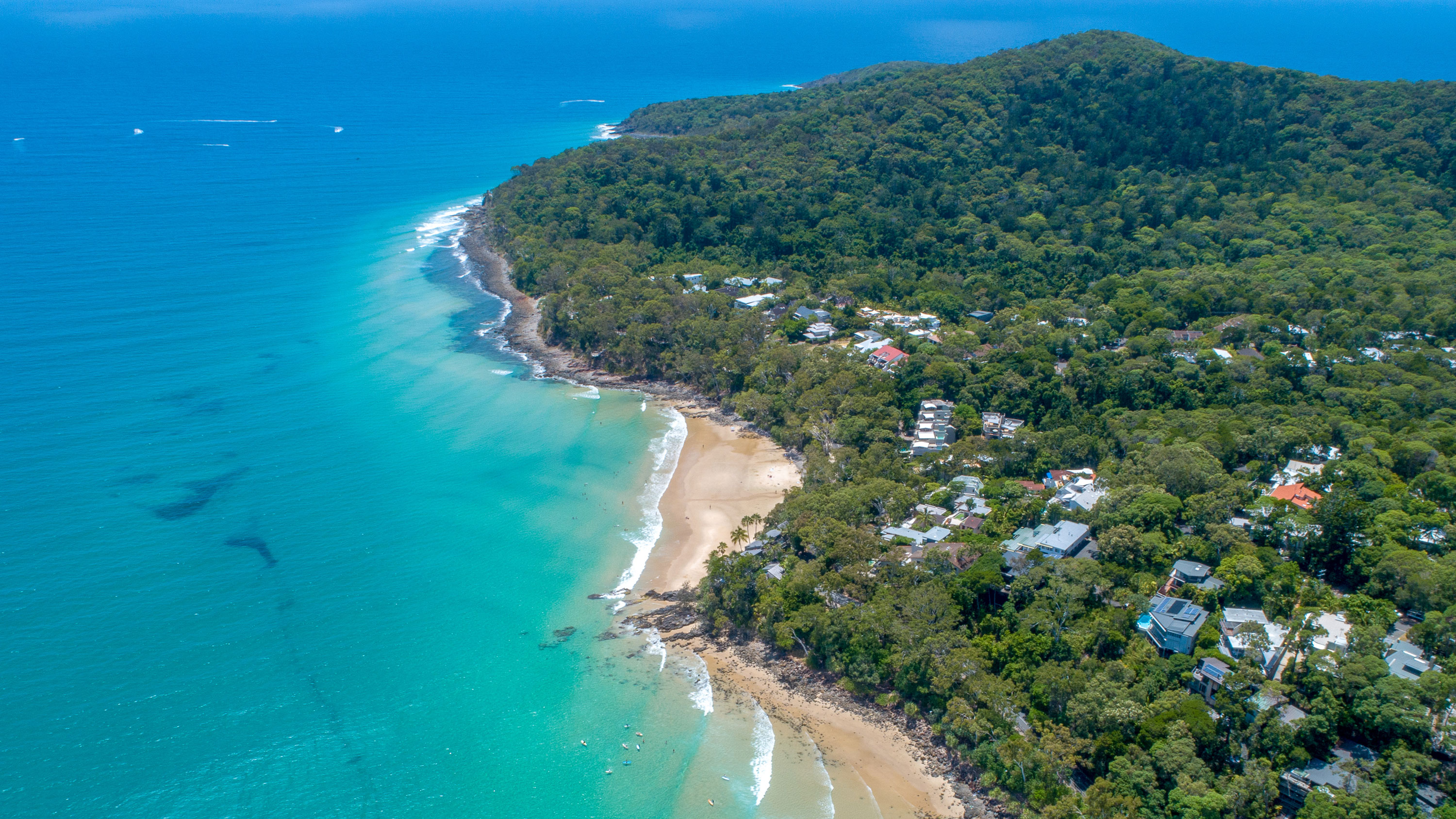
Noosa-Nationalpark

### Klima
Das subtropische Klima ist im ganzen Jahr warm, im Winter (Juni bis August) betragen die Durchschnittstemperaturen etwa sieben bis 22 Grad Celsius, im Sommer (Dezember bis Februar) 17 bis 28 Grad Celsius.
|                       | Jan   | Feb   | Mär   | Apr   | Mai   | Jun   | Jul  | Aug  | Sep  | Okt  | Nov  | Dez   |   |         |
| Mittl. Tagesmax. (°C) | 29,1  | 28,9  | 27,9  | 26,0  | 23,6  | 21,4  | 21,2 | 22,2 | 24,4 | 25,6 | 27,3 | 28,4  | ⌀ | 25,5    |
| Rekordmaximum (°C)    | 41,3  | 38,7  | 36,2  | 33,5  | 31,5  | 29,1  | 31,4 | 35,0 | 35,7 | 37,0 | 41,0 | 38,4  | ᐃ | 41,3    |
| Mittl. Tagesmin. (°C) | 21,3  | 21,3  | 20,2  | 17,1  | 13,7  | 11,4  | 9,6  | 9,9  | 12,9 | 15,6 | 17,9 | 19,8  | ⌀ | 15,9    |
| Rekordminimum (°C)    | 14,5  | 14,4  | 10,9  | 7,3   | 3,5   | 1,5   | −0,7 | 1,3  | 3,4  | 7,1  | 5,7  | 10,0  | ᐁ | −0,7    |
|                       |       |       |       |       |       |       |      |      |      |      |      |       |   |         |
| Niederschlag (mm)     | 154,3 | 193,0 | 161,4 | 165,4 | 157,4 | 117,2 | 66,4 | 82,2 | 57,1 | 72,3 | 83,6 | 147,2 | Σ | 1.457,5 |
|                       |       |       |       |       |       |       |      |      |      |      |      |       |   |         |
| Regentage (d)         | 10,6  | 11,3  | 11,4  | 11,6  | 10,0  | 9,5   | 6,8  | 5,5  | 5,6  | 6,9  | 6,7  | 9,9   | Σ | 105,8   |
|                       |       |       |       |       |       |       |      |      |      |      |      |       |   |         |
| Luftfeuchtigkeit (%)  | 70    | 71    | 69    | 68    | 65    | 63    | 59   | 59   | 63   | 66   | 67   | 69    | ⌀ | 65,7    |

| 21,3 |

| 21,3 |

| 20,2 |

| 17,1 |

| 13,7 |

| 11,4 |

| 9,6 |

| 9,9 |

| 12,9 |

| 15,6 |

| 17,9 |

| 19,8 |

| 21,3 |

| 21,3 |

| 20,2 |

| 17,1 |

| 13,7 |

| 11,4 |

| 9,6 |

| 9,9 |

| 12,9 |

| 15,6 |

| 17,9 |

| 19,8 |

| N i e d e r s c h l a g | 154,3 | 193,0 | 161,4 | 165,4 | 157,4 | 117,2 | 66,4 | 82,2 | 57,1 | 72,3 | 83,6 | 147,2 |
|                         | Jan   | Feb   | Mär   | Apr   | Mai   | Jun   | Jul  | Aug  | Sep  | Okt  | Nov  | Dez   |

## Wirtschaft und Infrastruktur

### Wirtschaft

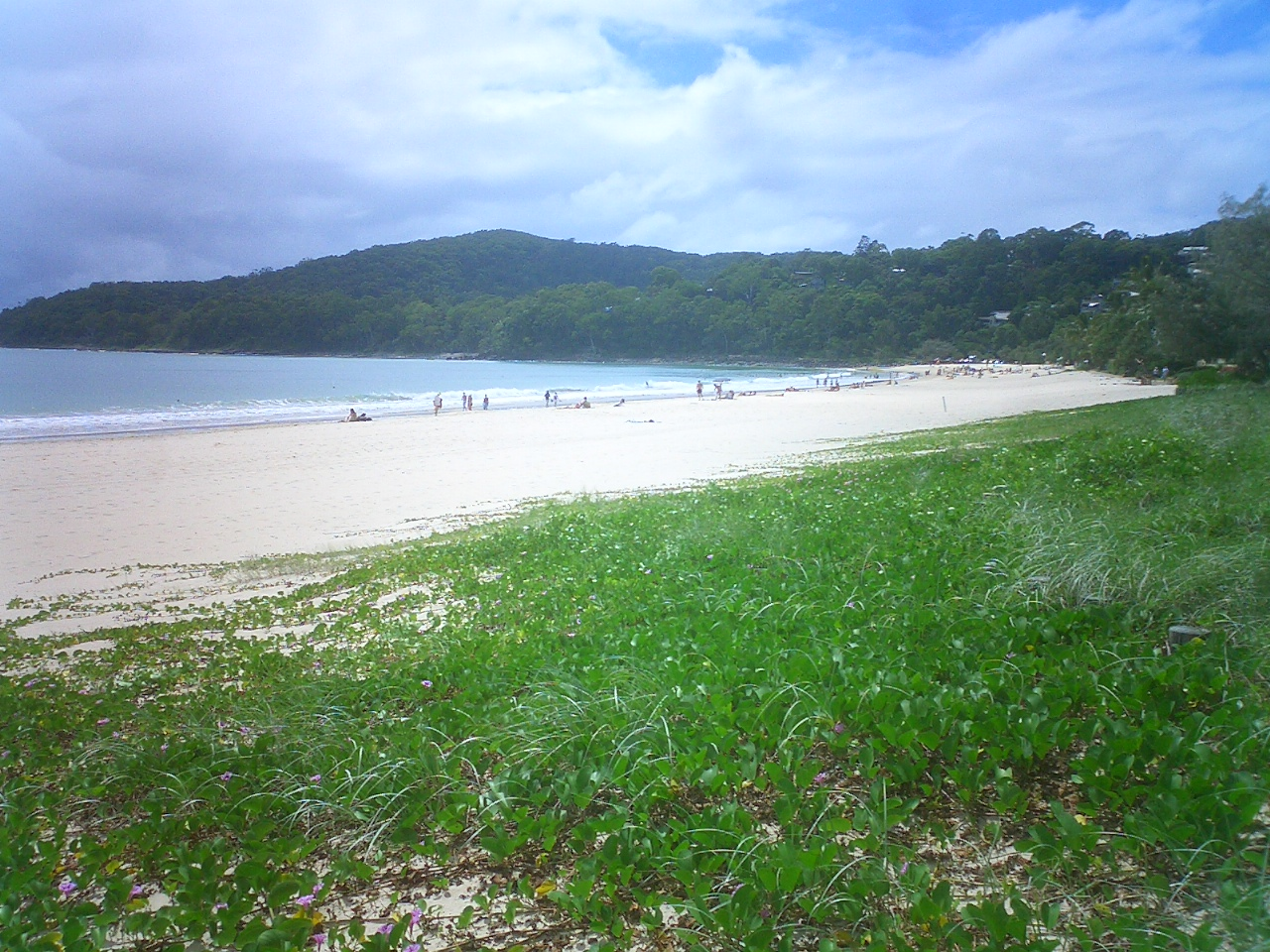
Noosa Beach

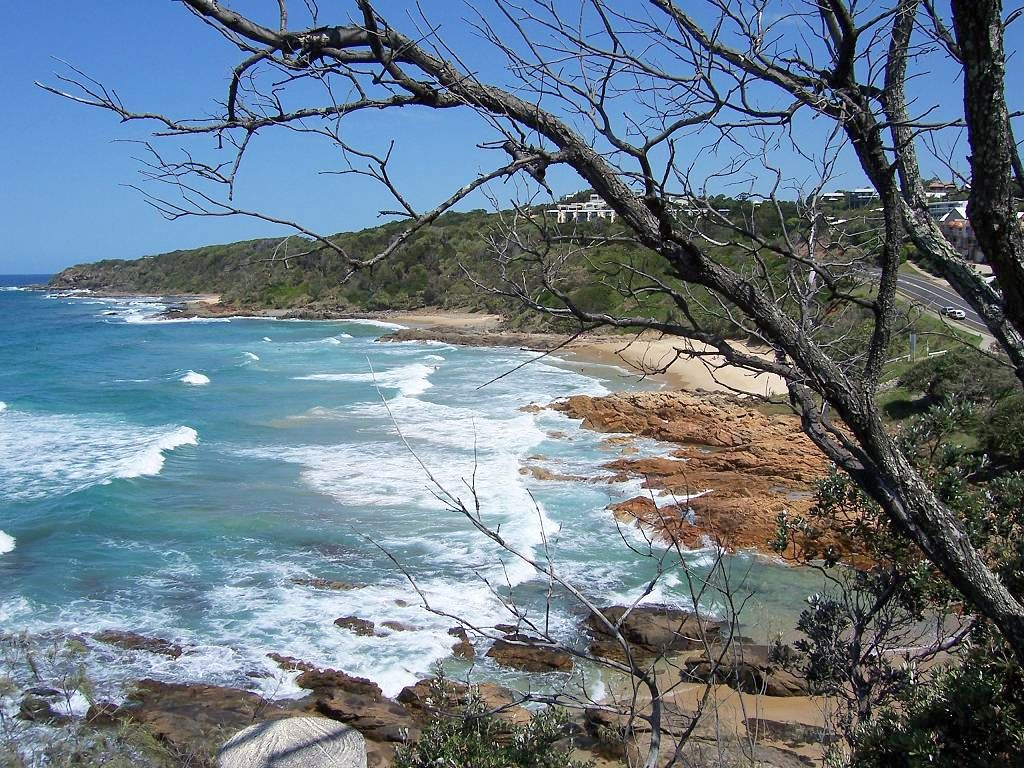
Coolum Beach, Sunshine Coast

Lange Sandstrände, mehrere Naturparks, malerische Berge und die günstige Lage machen das Gebiet zu einem Zentrum des Tourismus. Von Juli 2003 bis Juni 2004 gab es 2,8 Millionen Touristen. 92 Prozent der Touristen mit 84 Prozent der Übernachtungen entfielen dabei auf Australier. Etwa jeder fünfte Arbeitsplatz der Region gehört zum Tourismus.

### Verkehr
Direktverbindungen nach Sydney, Melbourne und Adelaide gibt es vom Sunshine Coast Airport, zehn Kilometer nördlich von Maroochydore, mit den australischen Fluggesellschaften Jetstar Airways und Virgin Australia.
Züge der Eisenbahngesellschaft Queensland Rail fahren auf der Nambour and Gympie North Zuglinie bis nach Brisbane. Busse der Gesellschaft Sunbus Sunshine Coast befahren die Strecke von Noosa Heads und Tewantin im Norden bis nach Caloundra und Landsborough Rail Station im Süden. Fähren verkehren zwischen Tewantin, Noosaville, Noosa Waters, Noosa Northshore und Noosa Heads.

### Bildung
In Sippy Downs gibt es seit 1966 die University of the Sunshine Coast (UniSC) und in Birtinya das damit verbundene Lehrkrankenhaus Sunshine Coast University Hospital.
Das Sunshine Coast Institute of TAFE besitzt Campus in Nambour, Maroochydore, Mooloolaba, Noosa und Caloundra. Es ist Teil der Technical and Further Education (TAFE), einem Netzwerk aus staatlichen Instituten zur Berufsbildung.